# Microbiota (gènere)
|  | Aquest article tracta sobre el gènere de la família de les cupressàcies. Si cerqueu conjunt de microbis d'un ecosistema microbià, vegeu «microbiota». |

Microbiota és un gènere monotípic de coníferes en la família Cupressaceae, que inclou només una espècie, Microbiota decussata. La planta és oriünda i endèmica d'una àrea limitada de les muntanyes Sikhoté-Alín a krai de Primórie a l'est de Sibèria (Manxúria russa). Són arbusts de fulla perenne.

## Taxonomia

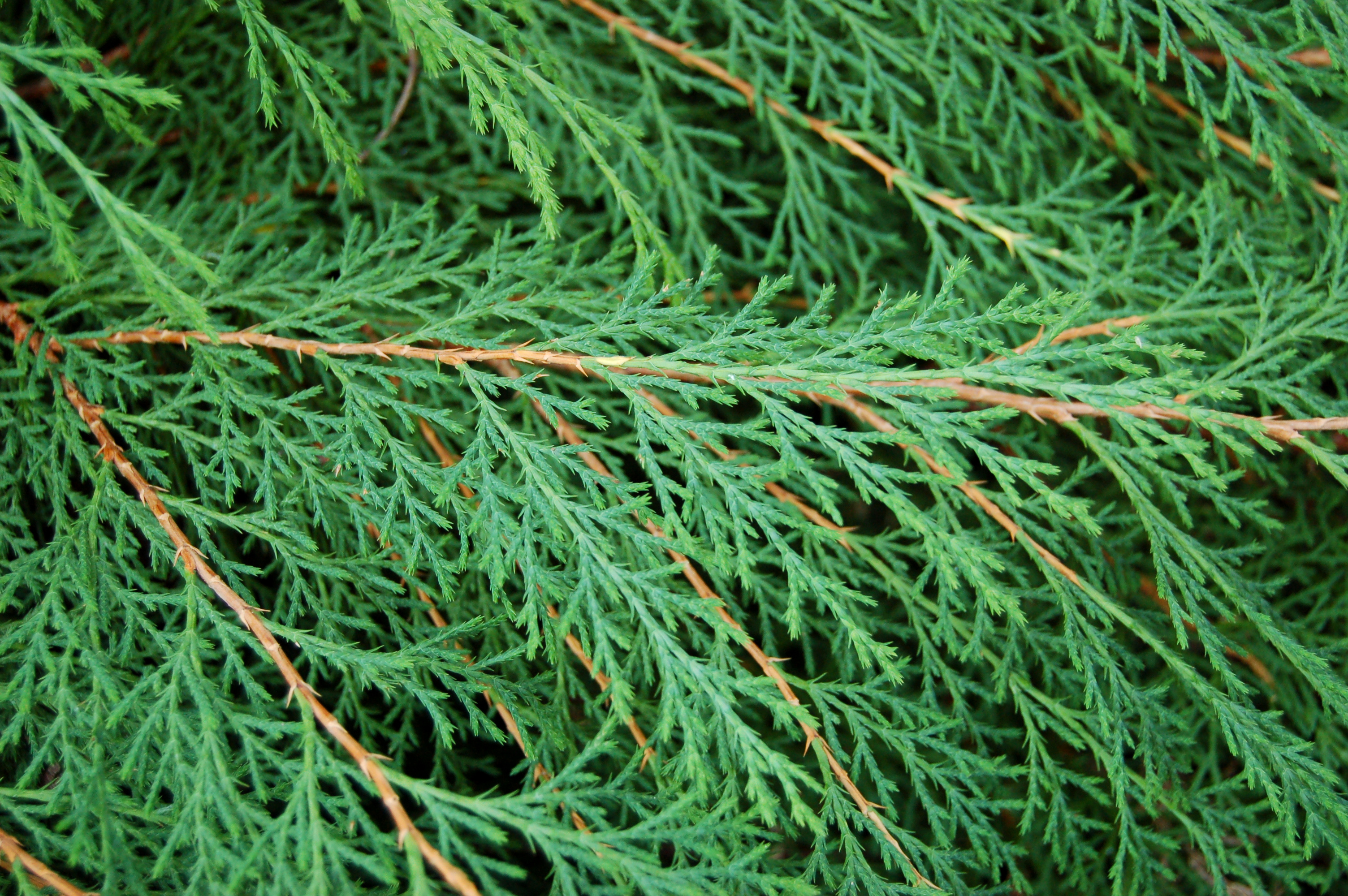
Aspecte de les fulles

La tàxon monotípic Microbiota fou descobert el 1923, però el secretisme polític a l'antiga Unió Soviètica va impedir qualsevol coneixement de la seva existència fora del país durant gairebé mig segle.S'accepta generalment com un gènere diferent. També s'ha suggerit, sense un consens ampli, que la Microbiota es podria incloure al gènere estretament relacionat Platycladus. Altres parents bastant propers són els gèneres Juniperus i Cupressus.

## Morfologia
Microbiota decussata és un arbust prostrat d'uns 20-50 centímetres d'alçada que s'expandeix lateralment. Les fulles mesuren entre 2 i 4 mm de llarg. Les pinyes són entre els més petits de qualsevol conífera, de 2-3 mm de llarg, d'un color verd que esdevé marró al llarg de la maduració d'uns 8 mesos a partir de la pol·linització. La llavor, sense ales, fa uns 2 mm de llarg. En general hi ha una sola llavor en cada pinya, rarament dues.

## Cultiu
Microbiota decussata es cultiva com a planta ornamental per al seu ús com a coberta vegetal de fulla perenne en jardins i parcs. És apreciada per la seva tolerància a la sequera i baixes temperatures considerable i la tolerància temporada d'hivern les condicions. Ha guanyat el premi de la Reial Societat d'Horticultura «Award of Garden Merit».